# Julien Lebas
Julien Lebas (* 9. Juni 1924 in Saint-Lô; † 25. November 2021 ebenda) war ein französischer Sprinter.
Julien Lebas wurde bei den Europameisterschaften 1946 in Oslo Fünfter über 200 Meter und gewann Silber im 4-mal-100-Meter-Staffellauf.
Bei den Olympischen Spielen 1948 in London erreichte er über 200 Meter das Viertelfinale, mit der 4-mal-100-Meter-Staffel schied er hingegen bereits im Vorlauf aus.
1946 und 1948 wurde er Französischer Meister über 100 Meter, 1948 zudem über 200 Meter.
2016 wurde in seiner Heimatstadt Saint-Lô der örtliche Sportkomplex nach ihm benannt.